# Tim Van Hemel
Tim Van Hemel (Mol, 16 februari 1990) is een Belgisch duatleet en triatleet.

## Levensloop
In 2018 won hij het Belgisch kampioenschap kwarttriatlon, alsook het BK crossduatlon. Tevens werd hij dat jaar Europees kampioen crossduatlon én -triatlon te Ibiza. In 2019 behaalde hij zilver in deze discipline op het EK in het Roemeense Târgu Mureș en won hij het Nederlands kampioenschap crosstriatlon.
Van Hemel is woonachtig te Balen en kinesist van beroep.

## Palmares

### sprintduatlon
- 2012:  Europees kampioenschap U23

### sprinttriatlon
- 2019:  Belgisch kampioenschap

### kwarttriatlon
- 2018:  Belgisch kampioenschap
- 2019:  Belgisch kampioenschap

### crossduatlon
- 2018:  Europees kampioenschap
- 2018:  Belgisch kampioenschap

### crosstriatlon
- 2018:  Europees kampioenschap
- 2019:  Europees kampioenschap
- 2019:  Nederlands kampioenschap